# Mohamed Touré
Mohamed Touré (Conakri, 26 de marzo de 2004) es un futbolista guineano, nacionalizado australiano, que juega en la demarcación de delantero para el Randers FC de la Superliga de Dinamarca.

## Selección nacional
Tras jugar en la categoría sub-23, finalmente hizo su debut con la selección absoluta de Australia el 13 de octubre de 2023 contra Inglaterra en un partido que finalizó con un resultado de 1-0 a favor del combinado inglés tras el gol de Ollie Watkins.

## Clubes
| Club                     | País      | Año       | Partidos | Goles |
| ------------------------ | --------- | --------- | -------- | ----- |
| Adelaide United FC Youth | Australia | 2020-2022 | 21       | 9     |
| Adelaide United FC       | Australia | 2020-2022 | 44       | 7     |
| Stade de Reims II        | Francia   | 2022-2023 | 15       | 8     |
| Stade de Reims           | Francia   | 2023      | 3        | 0     |
| Paris FC                 | Francia   | 2023-2024 | 11       | 1     |
| Randers FC               | Dinamarca | 2024-     | 29       | 8     |